# Sigfred
Sigfred, también Sigefrid o Sigurd de Haithabu (c.750-798) es uno de los semilegendarios reyes vikingos de la protohistoria de Dinamarca (siglo VIII). Primer «rey de Haithabu». Los anales de Fulda le citan como Sigifridi regis Danorum y lo poco que se sabe procede de anales contemporáneos. De ahí se desprende que reinó no antes de la década de 770 y finalizó alrededor del año 800, por lo que bien pudo ser el padre de Godofredo I de Dinamarca. Por la falta de información fidedigna se supone que su padre fue otro de los reyes semilegendarios, Ongendus o Angantyr, de quien se dice que fue el primer rey danés. Europäische Stammtafeln menciona a un hijo, llamado Onund.
El rey Sigfred aparece en los Annales regni Francorum por ofrecer en el año 777 refugio a Viduquindo, uno de los principales caudillos sajones de Westfalia, quien era «culpable de gran cantidad de crímenes y temía la cólera de Carlomagno». Cinco años más tarde, el caudillo vikingo Halfdan y su séquito son enviados por el rey Sigfred y presentados al rey de los francos.
La última mención procede del año 798 donde los anales revelan que «Godschald, a quien el rey había enviado como embajador ante Sigfred, rey de Dinamarca, es masacrado por los sajones que se habían vuelto a rebelar».
Suele ser ignorado por los historiadores medievales daneses, al no estar ni siquiera mencionado por Saxo Grammaticus en su Gesta Danorum.
Pablo el Diácono (m. 800) menciona a otro Sigfred (Sigefridus), hijo de Godofredo y por lo tanto nieto de Sigfred, como pretendiente al trono danés. Sigefridus murió en el campo de batalla luchando contra otro pretendiente, Anulo, en 812.